# Neuroanatomia
La neuroanatomia és l'estudi de l'estructura i l'organització del sistema nerviós. En contrast amb els animals amb simetria radial, el sistema nerviós dels quals consisteix en una xarxa distribuïda de cèl·lules, els animals amb simetria bilateral tenen sistemes nerviosos segregats i definits. Per tant, s'entén millor la seva neuroanatomia. En els vertebrats, el sistema nerviós està segregat en l'estructura interna de l'encèfal i la medul·la espinal (conjuntament anomenada sistema nerviós central, o SNC) i les rutes dels nervis que es connecten amb la resta del cos (conegudes com a sistema nerviós perifèric, o SNP). La delimitació de diferents estructures i regions del sistema nerviós ha estat fonamental per investigar com funciona. Per exemple, gran part del que han après els neurocientífics prové de l'observació de com els danys o les "lesions" en àrees específiques del cervell afecten el comportament o altres funcions neuronals.
Per obtenir informació sobre la composició dels sistemes nerviosos animals no humans, vegeu sistema nerviós. Per obtenir informació sobre l'estructura típica del sistema nerviós de l'Homo sapiens, vegeu cervell humà o sistema nerviós perifèric. Aquest article tracta informació rellevant per a l'estudi de la neuroanatomia.

## Història

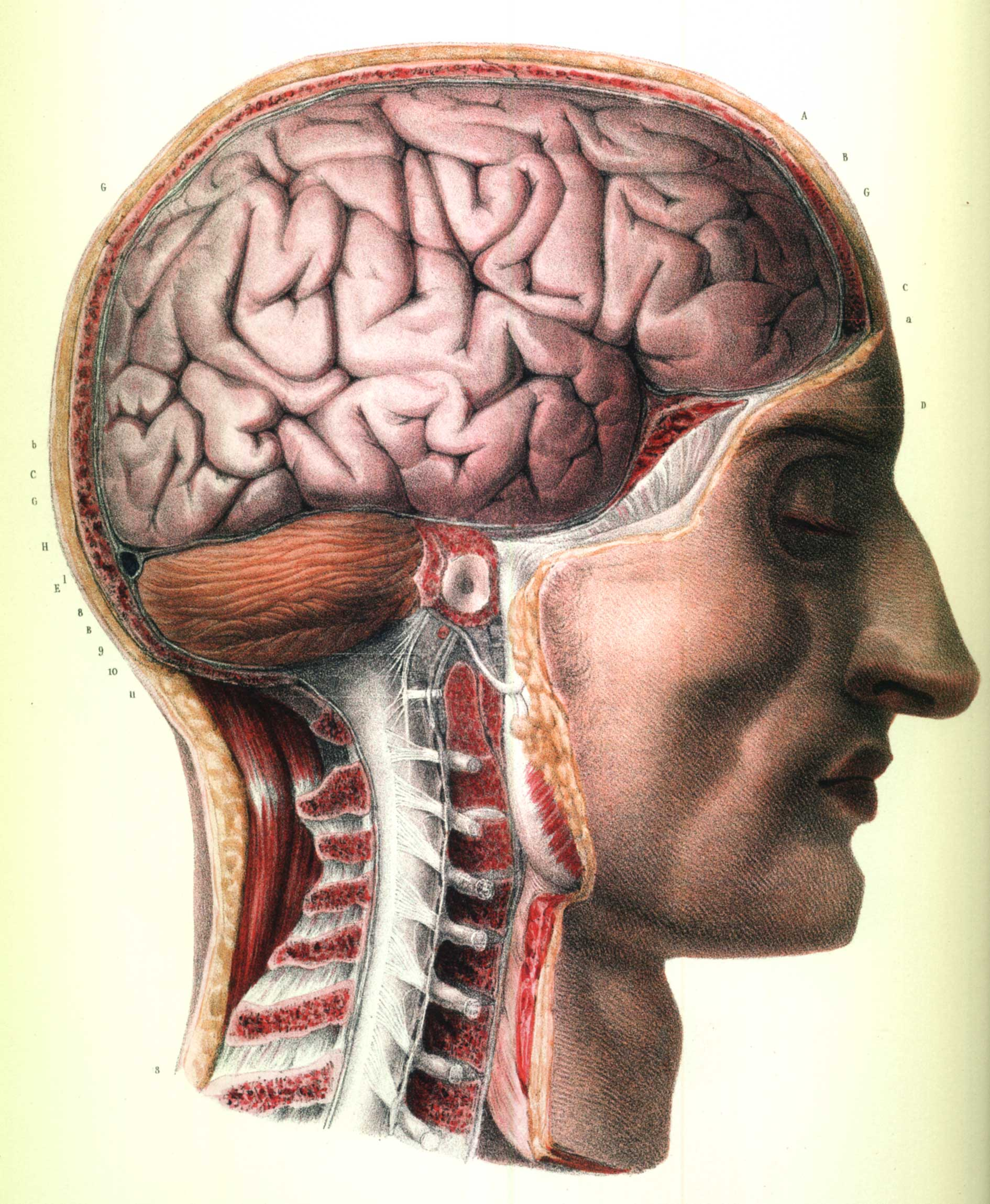
Anatomia del cervell, tronc cerebral i columna cervical. Il·lustració de J. M. Bourgery.

El primer registre escrit conegut d'un estudi de l'anatomia del cervell humà és un document de l'antic Egipte, el Papir Edwin Smith. A l'antiga Grècia, l'interès pel cervell va començar amb el treball d'Alcmeó, que semblava haver dissecat l'ull i relacionat el cervell amb la visió. També va suggerir que el cervell, no el cor, era l'òrgan que governava el cos (el que els estoics anomenarien hegemonikon) i que els sentits depenien del cervell.
El debat sobre l'hegemonikon va persistir entre els filòsofs i els metges grecs antics durant molt de temps. Els que defensaven el cervell sovint també van contribuir a la comprensió de la neuroanatomia. Heròfil i Erasístrat d'Alexandria van ser potser els més influents amb els seus estudis que implicaven dissecció dels cervells humans, afirmant la distinció entre el cervell i el cerebel, i identificant els ventricles i la dura mater. El metge i filòsof grec Galè, també, va defensar fermament el cervell com l'òrgan responsable de les sensacións i el moviment voluntari, com ho demostra la seva investigació sobre la neuroanatomia dels bous, macaco de Barbaria, i altres animals.
El tabú cultural sobre la dissecció humana va continuar durant diversos centenars d'anys després, cosa que no va comportar cap progrés important en la comprensió de l'anatomia del cervell o del sistema nerviós. Tanmateix, el Papa Sixt IV va revitalitzar efectivament l'estudi de la neuroanatomia alterant la política papal i permetent la dissecció humana. Això va donar lloc a una nova activitat d'artistes i científics del Renaixement.